# Драгослав Ражнатовић
Драгослав Ражнатовић (рођен 19. априла 1941. године у Врању) је некадашњи југословенски и српски кошаркаш. Познат је по дугогодишњем игрању за репрезентацију Југославије као и за КК Раднички са Црвеног крста.

## Каријера
Драгослав Ражнатовић је дуги низ година играо за Раднички. Био је део највећег успеха у историји овога клуба, а то је освајање шампионске титуле Југославије 1973. године. Иако је две године пре тога Раднички испао из прве лиге, тренер Слободан Ивковић се по повратку из ОКК Београда максимално посветио прављењу шампионског тима. Раднички је те сезоне обезбедио титулу у претпоследњем колу, победом над Босном. Титулу су прославили у задњем колу победивши Југопластику са 112:105. Поред Ражнатовића шампионски тим чинили су још: Срећко Јарић, Драган Вучинић, Милован Тасић и др. Након тога Раднички је успео да стигне до полуфинала Купа Шампиона, када су поражени од италијанског Варезеа. Ражнатовић је касније изјавио како је тек са тридесет и једном годином од тренера Ивковића учио неке детаље, због којих је Ивковића сматрао врхунским тренером.

### Репрезентација
Током 60-тих година био је стандардни члан репрезентације Југославије. Тих година су започети већи успеси и освајања медаља на великим такмичењима. На Олимпијади 1968. репрезентација је освојила сребрну медаљу, Драгослав је на том првенству постизао у просеку 4,6 поена по утакмици.

## Функционер
По завршетку играчке каријере, једно време је био председник управног одбора Радничког. Током најтежих година у историји овога клуба 2001. године, борио се за свој клуб којем су у то време одузимани играчи. Такође једно време је био председник Кошаркашког савеза Југославије.